# Wigsnavelgors
De wigsnavelgors (Acanthidops bairdi) is een vogel in de familie van de Thraupidae (tangaren). 

## Verspreiding en leefgebied
Het dier is te vinden in de hogere delen van Costa Rica en het westen van Panama. De wetenschappelijke naam is vernoemd naar Spencer Fullerton Baird. De vogel komt niet veel niet voor en de populatie is ook niet vastgesteld. De vogel komt voor aan de randen van en open plekken in bossen op hoger gelegen plekken, van 1500 meter hoog tot aan de boomgrens. In het regenseizoen daalt de gors af tot rond de 1200 meter. De gors laat zich meer zien wanneer het bos in bloei staat, bij gunstige plekken als Cerro de la Muerte, het hoogste punt van Costa Rica.